# Inflammatory Bowel Diseases
Inflammatory Bowel Diseases, abgekürzt Inflamm. Bowel Dis., ist eine wissenschaftliche Fachzeitschrift, die vom Wiley-Blackwell-Verlag veröffentlicht wird. Die Zeitschrift ist das offizielle Publikationsorgan der Crohn’s & Colitis Foundation of America. Sie erscheint mit zwölf Ausgaben im Jahr und veröffentlicht Arbeiten aus dem Bereich der Gastroenterologie.
Der Impact Factor lag im Jahr 2014 bei 4,464. Nach der Statistik des ISI Web of Knowledge wird das Journal mit diesem Impact Factor in der Kategorie Gastroenterologie und Hepatologie an 15. Stelle von 76 Zeitschriften geführt.